# Richard Cottingham
Richard Francis Cottingham (nacido el 25 de noviembre de 1946) es un violador y asesino en serie convicto estadounidense que terminó con la vida de al menos a dieciocho mujeres y jóvenes en los estados de Nueva York y Nueva Jersey entre los años 1967 y 1980. Recibió los apodos de: el Destripador de Nueva York, el Asesino del torso y el Asesino de Times Square, ya que sus crímenes solían tener como víctimas a prostitutas, algunas de ellas siendo mutiladas.
Por sus asesinatos confirmados obtuvo nueve condenas. También realizó otras ocho confesiones bajo acuerdos de no enjuiciamiento, lo que lo llevó a recibir múltiples cadenas perpetuas en prisiones de Nueva Jersey. En 2009, varias décadas después de sus primeras cinco condenas por asesinato, le comentó a un periodista que había logrado cometer entre 80 y 100 "asesinatos perfectos" de mujeres en varias regiones de los Estados Unidos. Cuatro víctimas sobrevivientes de secuestro y violación testificaron en su contra; resultando condenado en tres de estos casos y absuelto en uno.

## Primeros años y carrera
Richard Francis Cottingham nació el 25 de noviembre de 1946 en el barrio Mott Haven del Bronx en la ciudad de Nueva York. Es el mayor de cuatro hijos. En 1948, se mudó con su familia a Dumont, Nueva Jersey, y seis años después, en 1956 se mudaron nuevamente a River Vale, Nueva Jersey. Allí fue donde su fascinación por la pornografía bondage comenzó. En el año 1964, se graduó en la Pascack Valley High School en Hillsdale, Nueva Jersey .
Después de graduarse, trabajó para la compañía aseguradora Metropolitan Life, en la que su padre era vicepresidente. Comenzó trabajando en la sala de correo en la sede de la empresa en Manhattan y, finalmente, se convirtió en operador de computadoras centrales, luego de tomar varios cursos de informática. En octubre de 1966, pasó a trabajar como operador informático de la Asociación Blue Cross Blue Shield, lugar en el que trabajó hasta su arresto en  el año 1980. Allí, Cottingham trabajaba en la misma oficina con Rodney Alcala, el abusador de niños fugitivo y futuro asesino en serie que vivía en Nueva York en ese entonces bajo el alias de "John Berger". Ninguno de los dos ha afirmado nunca haber estado al tanto del otro, ni hay evidencia de que se conocieran antes de sus respectivos arrestos.
El 3 de mayo de 1970, contrajo matrimonio en la iglesia de Nuestra Señora de Lourdes en Queens Village, Queens. Tuvo tres hijos con su esposa, dos niños y una niña. Ocho años después, en abril de 1978, su esposa solicitó el divorcio por "abandono" y "crueldad mental" (negarse a tener relaciones sexuales con ella después del nacimiento de su tercer hijo, permanecer fuera hasta la madrugada y dejarla sin fondos suficientes para la manutención del hogar). Su esposa retiró esta petición tras su arresto en mayo de 1980 y luego completó el divorcio después de su condena en 1981.

## Historia criminal

### Detenciones anticipadas por delitos menores
Fue detenido por múltiples cargos menores durante su ola de asesinatos. La policía no estaba al tanto de sus asesinatos en ese momento, ni sabía que un asesino en serie activo andaba suelto en las áreas de Nueva York y Nueva Jersey.
El 3 de octubre de 1969, se le acusó y condenó por el cargo de conducción en estado de ebriedad en la ciudad de Nueva York, recibiendo una multa de USD 50 (equivalente a USD 400 en 2021). El 21 de agosto de 1972, fue acusado y condenado por el hurto realizado en la tienda departamental Stern's en Paramus, Nueva Jersey, y fue sentenciado a pagar una multa de USD 50 o diez días de cárcel. Más adelante, el 4 de septiembre de 1973, fue arrestado en la ciudad de Nueva York por los cargos de robo, sodomía oral y abuso sexual gracias a la denuncia realizada por una trabajadora sexual y su proxeneta. Sin embargo, ninguno de los denunciantes se presentó durante los procedimientos posteriores, por lo que el caso fue desestimado. El 12 de marzo de 1974, fue arrestado en la ciudad de Nueva York por robo y encarcelamiento ilegal por denuncia de otra prostituta. Una vez más, la víctima no compareció en el proceso y el caso también fue desestimado.

### Asesinatos
Cometió su primer asesinato conocido a los 20 años, aunque aseguró haber comenzado a matar siendo un adolescente. El 28 de octubre de 1967, estranguló a Nancy Schiava Vogel, una mujer casada de 29 años y madre de dos hijos, en Little Ferry, Nueva Jersey. El cuerpo desnudo y atado de Vogel fue encontrado tres días después, el 31 de octubre, envuelto en una manta y colocado detrás del asiento del pasajero de su propio automóvil, el cual estaba estacionado en las cercanías de Ridgefield Park. El asesinato de Vogel permaneció sin resolver hasta que finalmente confesó su autoría y se declaró culpable en agosto de 2010.
El 15 de febrero de 1968, asesinó a su segunda víctima conocida: Diane Cusick, de 23 años. La joven había ido a comprar zapatos en el centro comercial Green Acres en Valley Stream, Nueva York, pero no volvió a casa. Fue encontrada sin vida en el asiento trasero de su automóvil, el cual estaba estacionado cerca del centro comercial. Había sido violada, golpeada y estrangulada hasta la muerte. No fue acusado de este asesinato hasta junio de 2022, cuando fue implicado por pruebas de ADN.
Fue condenado por cinco asesinatos luego de tres juicios que tuvieron lugar entre los años 1981 y 1984, dos de los cuales fueron llevados a cabo en Nueva Jersey y uno en Nueva York. El 15 de diciembre de 1977, el cuerpo de la técnica radióloga Maryann Carr, de 26 años, fue encontrado brutalmente golpeado y estrangulado en el estacionamiento del motel Quality Inn en Hasbrouck Heights, Nueva Jersey, pero la policía no vinculó este asesinato con Cottingham hasta su arresto en 1980 en el mismo motel.
El 2 de diciembre de 1979, el Departamento de Bomberos de la Ciudad de Nueva York respondió a una alarma iniciada en el motel Travel Inn cerca de Times Square. En el interior de una habitación los oficiales encontraron los cuerpos de Deedeh Goodarzi, una trabajadora sexual de origen kuwaití de 22 años y de una mujer no identificada que se estima que tendría entre 16 y 22 años de edad. A ambos cuerpos les habían removido las manos y la cabeza, los habían rociado con bencina y les habían prendido fuego. Mientras escapaba de la escena crimen, se encontró brevemente con Peter Vronsky, de por entonces 23 años, quien intentaba hospedarse en el hotel mientras estaba en la ciudad trabajando en una asignación de una producción cinematográfica. Este fugaz encuentro serviría más tarde de inspiración a Vronsky para escribir sus historias de asesinos en serie y allanó el camino para reunirse en prisión con Cottingham cuatro décadas después. En una entrevista de 2009, Cottingham admitió los asesinatos y afirmó que cortó las cabezas y las manos de las víctimas para evitar su identificación, ya que conocía a Goodarzi y lo habían visto con ella en un bar la noche anterior.
El 5 de mayo de 1980, la empleada del motel Quality Inn de Hasbrouck Heights encontró el cuerpo de Valerie Ann Street, de 19 años. La víctima tenía las manos fuertemente esposadas a su espalda, y la policía levantaría allí una huella dactilar que sería la única encontrada en cualquiera de los asesinatos conocidos de Cottingham. Este asesinato fue vinculado más tarde con el de Maryann Carr en 1977, quien fue dejada sin vida en el estacionamiento del mismo motel. Días más tarde del asesinato de Street, el 15 de mayo de 1980, Jean Reyner fue estrangulada y degollada en el histórico Hotel Seville de Nueva York. Cortó los senos de la víctima y los colocó en la cabecera de la cama, también prendió fuego al colchón con el cuerpo antes de huir, de manera similar a como lo había hecho con las víctimas encontradas en el Travel Inn.
A partir de 2014, admitió de manera confidencial ante el detective Robert Anzilotti de la Oficina del Fiscal del Condado de Bergen (BCPO) ser el autor de los asesinatos de tres adolescentes ocurridos entre 1968 y 1969. Jacalyn "Jackie" Harp, de 13 años, fue emboscada cuando caminaba hacia su casa durante la noche del 17 de julio de 1968, después de haber estado en una práctica de la banda escolar en Midland Park. Harp fue estrangulada con la correa de cuero de su bolso. Más adelante, el 7 de abril de 1969, Irene Blase, de 18 años, desapareció en Hackensack y fue encontrada flotando boca abajo en el río Saddle. Había sido estrangulada con un alambre, una cuerda o quizás la cadena con un crucifijo que llevaba puesta. Unos meses después, Denise Falasca, de 15 años, fue secuestrada el 14 de julio de 1969 en Emerson, mientras caminaba hacia la casa de un amigo. Su cuerpo fue encontrado a la mañana siguiente en Saddle Brook, al costado de una carretera junto a un cementerio; había sido estrangulada con la cuerda o la cadena de su crucifijo, al igual que había ocurrido con Irene Blase.
El BCPO "cerró de manera excepcional" estos tres asesinatos sin resolver, en mutuo acuerdo con las familias de las víctimas y teniendo evidencia que corroboraba las confesiones brindadas por Cottingham. Durante varios años el cierre de estos casos se mantuvo en secreto de la opinión pública para que siguiera brindando detalles de otros casos. En diciembre de 2019, el historiador forense y autor Peter Vronsky, en vísperas de publicar la segunda edición del libro Serial Killers: The Method and Madness of Monsters, dio a conocer los detalles de las confesiones con la cooperación del BCPO, en una reunión comunitaria en Midland Park. El detective Anzilotti y el BCPO confirmaron posteriormente los "cierres excepcionales" de estos tres asesinatos.
En abril de 2021, confesó el doble secuestro, violación y ahogamiento forzoso de Lorraine Marie Kelly, de 16 años, y Mary Ann Pryor, de 17, ocurrido en Montvale en 1974. La confesión fue obtenida por el detective Anzilotti semanas antes de su retiro, facilitada a su vez por el historiador Vronsky y por Jennifer Weiss, hija de Deedeh Goodarzi, una de las víctimas de Cottingham. Vronsky y Weiss se habían estado reuniendo con Cottingham en la prisión desde la primavera de 2017 y le habían aconsejado que confesara. Anzilotti había pasado 15 años entrevistando a Cottingham, trabajando para lograr la confesión.
En agosto de 2022, con un acuerdo de no enjuiciamiento de por medio, los funcionarios del condado de Rockland, Nueva York, aceptaron y corroboraron la confesión de Cottingham sobre el asesinato de Lorraine McGraw, una trabajadora sexual de 26 años, quien fue golpeada y asesinada el 1 de marzo de 1970 en Nueya York. Varios meses después, en diciembre de 2022, Cottingham fue condenado por el asesinato de Diane Cusick, una profesora de baile de 23 años, en 1968 y, bajo un acuerdo de no enjuiciamiento, admitió oficialmente haber matado a otras cuatro mujeres durante 1972-1973 en Long Island, Nueva York: Mary Beth Heinz, Laverne Moye, Sheila Heiman y María Emérita Rosado Nieves.

### Arresto y cargos
El 22 de mayo de 1980, Cottingham recogió a Leslie Ann O'Dell, de 18 años, quien estaba ejerciendo la prostitución, en la esquina de Lexington Avenue y 25th Street en Manhattan. Cerca del amanecer, ambos se registraron en el mismo Quality Inn de Hasbrouck Heights donde días atrás Cottingham había dejado el cuerpo esposado de Valerie Street debajo de una cama, que fue descubierto poco después por una empleada del motel. Ya en la habitación, Cottingham se ofreció a darle un masaje a O'Dell y ella se puso boca abajo. A horcajadas sobre su espalda, él sacó un cuchillo y se lo puso en la garganta mientras le ponía un par de esposas en las muñecas. Después comenzó a torturarla, llegando a casi arrancarle uno de los pezones. Más tarde O'Dell testificó que él le decía: "Tienes que aceptarlo. Las otras chicas lo hicieron, tienes que aceptarlo tú también. Eres una puta y tienes que ser castigada". Los gritos ahogados de dolor de O'Dell fueron tan fuertes que el personal del motel, ya intranquilo por los asesinatos ocurridos anteriormente de Carr y Street, llamó a la policía. Luego, el personal corrió a la habitación a exigirle a Cottingham que abriera la puerta. Este logró ser detenido en el pasillo por los policías que arribaron al lugar. Al momento de arrestarlo, tenía en su poder unas esposas, una navaja automática, una mordaza de cuero, dos collares de esclavo, réplicas de pistolas y una reserva de píldoras recetadas.
Los cargos imputados en la acusación formal de Cottingham en Nueva Jersey incluían secuestro, intento de asesinato, posesión de un arma (navaja automática), agresión agravada, agresión agravada con arma mortal, agresión sexual agravada estando armado (violación), agresión sexual agravada estando armado (sodomía), agresión sexual agravada estando armado (felación) y posesión de sustancias controladas (secobarbital, amobarbital y diazepam). En abril de 1978, cuando su esposa hubiera iniciado los trámites de divorcio, Cottingham conservó una habitación cerrada con llave en un apartamento en sótano de la casa en la que convivían en Lodi, Nueva Jersey. Luego de su arresto en mayo de 1980, la policía encontró efectos personales en esta habitación y en el maletero de su automóvil, que lograron rastrear hasta varias de sus víctimas.

### Sentencias y confesiones
A principios de los años 80, Cottingham fue hallado culpable de cinco asesinatos: dos condenas fueron dictadas en dos juicios separados en Nueva Jersey en 1981 y 1982, y las demás en un solo juicio en Nueva York en 1984 por los otros tres asesinatos. Al parecer, Cottingham tenía "conocimiento forense" en la era anterior al análisis de ADN. En el lapso de trece años durante el cual cometió al menos diecisiete asesinatos, solo se pudo recuperar una huella dactilar que le pertenecía. Esta fue levantada de las esposas que llevaba Valerie Street. En consecuencia, se armó un caso contra él basado en su "patrón de firma", el testimonio de cuatro víctimas sobrevivientes y las piezas de joyería de sus víctimas junto con otros artículos encontrados en su poder después de su arresto. Cottingham se declaró inocente y durante décadas insistió en que estaba siendo "incriminado", hasta que finalmente admitió en 2009 que en realidad sí había perpetrado esos cinco asesinatos.
En 2010, Cottingham se declaró culpable por el asesinato de Nancy Vogel ocurrido en 1967. Luego, a cambio de inmunidad procesal, confesó también haber asesinado a tres estudiantes de Nueva Jersey. Una década después, en 2021, se declaró culpable del secuestro, violación y ahogamiento de Lorraine Marie Kelly y Mary Ann Pryor en 1974. Un año después, en 2022 y bajo acuerdo de no enjuiciamiento, Cottingham confesó oficialmente el asesinato de Lorraine McGraw ocurrido en 1970. Una confesión adicional de un asesinato de 1974 fue descartada por la policía del condado de Rockland.
En 2022, Cottingham fue procesado por el asesinato de Diane Cusick ocurrido en 1968 en Long Island, Nueva York. Las autoridades creían que, hasta ese momento, era el caso penal más antiguo resuelto y enjuiciado mediante pruebas directas de ADN. Además, en diciembre de ese año, Cottingham se declaró culpable en una comparecencia ante el tribunal y también admitió oficialmente haber asesinado a otras cuatro mujeres en Long Island: Mary Beth Heinz, en mayo de 1972; Laverne Moye, en julio de 1972; Sheila Heiman, en julio de 1973 y María Emérita Rosado Nieves, en diciembre de 1973.

## Víctimas
Aunque Cottingham admitió oficialmente dieciocho asesinatos y afirmó haber matado hasta 100 mujeres, se sabe que asesinó a diecisiete chicas entre 1967 y 1980 e intentó matar a otras cuatro. Cottingham buscaba principalmente trabajadoras sexuales que fueran rubias, menudas y cuya edad oscilara entre su adolescencia tardía hasta mediados de los veinte años. Se acercaba a ellas en los bares, las drogaba con la droga de violación Tuinal, las llevaba a un lugar remoto, generalmente un motel, donde las ataba, amordazaba, torturaba y apuñalaba antes de matarlas estrangulándolas con una ligadura.
Algunas veces quitaba y se deshacía de las cabezas y manos de sus víctimas, posiblemente para dificultar la identificación de las mismas. También se sabe que las amenazaba con una pistola de plástico, que luego dejaba a su alcance para que intentaran agarrarla solo para descubrir que era falsa; las mordía severamente y raspaba los pezones, las cortaba alrededor de los senos y usaba otros métodos de tortura. Asimismo, las obligaba a dirigirse a él como "maestro". Además, tomaba joyas y otros artículos personales pertenecientes a sus víctimas como trofeos. El siguiente es un resumen cronológico de las diecisiete víctimas de asesinato identificadas de Cottingham y de las cuatro sobrevivientes identificadas:
- Mary Ann Della Sala, de 17 años.
- Nancy "Bubby" Schiava Vogel, de 29 años,[7] mujer casada y madre de dos hijos, que fue encontrada muerta en su automóvil, atada y desnuda, en Ridgefield Park, Nueva Jersey, el 30 de octubre de 1967. La vieron por última vez tres días antes en Little Ferry, cuando salió de casa para jugar bingo con amigos en una iglesia local. No obstante, Vogel optó por hacer sus compras en un centro comercial en el Condado de Bergen. Cottingham se encontró con Vogel en el centro comercial y la secuestró. La llevó a un campo en Montvale y allí la estranguló. Vogel y Cottingham se conocían. Cottingham admitió haber matado a Vogel en marzo de 2010 y fue hallado culpable de su asesinato el 25 de agosto de 2010.
- Diane Martin Cusick, de 23 años,[26] era una maestra de baile y madre residente de Long Island que fue encontrada muerta el 16 de febrero de 1968 en el asiento trasero de su automóvil, un Plymouth Valiant de 1961, afuera del centro comercial Green Acres en Valley Stream, Nueva York, con cinta adhesiva alrededor de la boca y el cuello. Había sido golpeada, violada y estrangulada. Sus manos tenían heridas defensivas. Se extrajo el ADN del semen descubierto en la escena del crimen y coincidió con una muestra recuperada de Cottingham. Cerca del centro comercial Green Acres, había un autocine que Cottingham visitaba con frecuencia. Las autoridades creen que Cottingham se acercó a Cusick mientras fingía ser un guardia de seguridad del centro comercial o un oficial de policía. Cottingham fue condenado por su asesinato el 5 de diciembre de 2022.
- Jacalyn Leah “Jackie” Harp, de 13 años,[13] desapareció el 17 de julio de 1968, en Midland Park, Nueva Jersey, después de que no volviera a casa del ensayo de la banda en el campo de la escuela Midland. Actuaba como banderillera para la banda "All-Girls Drum and Bugle Corps" en su escuela. A la mañana siguiente, el 18 de julio, su cuerpo fue descubierto en Goffle Creek en Morrow Road; la habían golpeado en la cara y la habían estrangulado con la correa de cuero de su bandolera. La policía creía que el ataque tenía una motivación sexual a pesar de que no había sido violada y se describió que su ropa estaba "desordenada". Cottingham admitió haber matado a Harp en 2017. También afirmó que intentó persuadirla para que subiera a su automóvil, pero ella se resistió. A continuación, condujo su automóvil por delante de Harp, se detuvo, y caminó hacia a ella. Cottingham alcanzó a Harp a pesar de sus intentos de huir, la arrastró hasta un grupo de arbustos y la mató allí.
- Irene Blase, de 18 años,[13] fue reportada como desaparecida el 7 de abril de 1969. El 8 de abril, fue descubierta boca abajo a metro y medio de profundidad en Saddle River, estrangulada con un alambre, un cable o posiblemente la cadena de un crucifijo que llevaba puesto. Cottingham admitió haber estrangulado a Blase en 2014. También confesó que vio a Blase de compras en Hackensack, Nueva Jersey y la convenció para que se tomara una copa con él. Cottingham y Blase tomaron un autobús hacia otro lugar y pasaron un rato juntos, tras lo cual Cottingham se ofreció a llevar a Blase de vuelta a la estación de autobuses. Poco después, la mató.
- El lunes 13 de julio de 1969, aproximadamente a las 8:00 p. m., Denise Falasca, de 15 años,[13] dejó su residencia en la Bergenline Avenue en Closter, Nueva Jersey. De camino a reunirse con unos amigos en Westwood, Nueva Jersey, Denise fue vista por última vez por miembros de su familia. A las 11:00 p. m. estaba previsto que Denise regresara a casa, pero nunca llegó. Alrededor de las 9:00 p. m. de esa noche, algunos testigos afirmaron haber visto a Denise dirigiéndose por Old Hook Road en Emerson en dirección a Westwood. El cuerpo de Falasca fue encontrado a un costado de Westminster Place en Saddle Brook, Nueva Jersey, al día siguiente, el 14 de julio. En 2014, Cottingham admitió el asesinato. Falasca, según él, caminaba por el costado de la carretera en Emerson cuando se detuvo a su lado y le ofreció un aventón.
- El 1 de marzo de 1970, un grupo de excursionistas se encontró con el cuerpo desnudo de una joven en el bosque al oeste del Tweed Boulevard en South Nyack, Nueva York. La víctima tenía marcas alrededor del cuello que indicaban que había sido estrangulada. Llevaba muerta casi 48 horas, según informaron las autoridades. El FBI identificó a la fallecida como Lorraine Montalvo McGraw, de 26 años,[15] que vivía en Long Island y llevaba desaparecida desde el 27 de febrero de 1970. McGraw tenía un largo historial de delitos de drogas y prostitución; en muchos de ellos figuraba con nombres falsos. McGraw "trabajaba" en varios clubes, bares y establecimientos para adultos, según la policía. El 26 de agosto de 2022, Cottingham admitió haber matado a McGraw.
- El cuerpo de Mary Beth Heinz, de 21 años,[16] fue descubierto el 10 de mayo de 1972, cerca de un arroyo en Rockville Centre, New York. Tenía cortes en la cara y el cuello por haber sido estrangulada. Heinz, quien padecía de crisis convulsivas grand mal y se le había diagnosticado epilepsia, desapareció el 5 de mayo cuando subía a un autobús para ir a un baile contra la epilepsia que tenía lugar cerca. Cottingham confesó el asesinato el 5 de diciembre de 2022. Afirmó haber arrojado su cuerpo desde el puente Peninsula Boulevard de Rockville Center.
- El cuerpo Laverne Moye, de 23 años[16] y madre de dos hijos de St. Albans, Queens, fue descubierto en un arroyo de Rockville Center el 20 de julio de 1972. La habían matado estrangulándola. El asesinato fue admitido por Cottingham el 5 de diciembre de 2022. Además, afirmó que había arrojado su cuerpo desde el mismo puente de Peninsula Boulevard donde había arrojado anteriormente el cuerpo de Heinz.
- Sheila Heiman, de 33 años,[16] fue encontrada apaleada y apuñalada hasta la muerte en su casa de North Woodmere, Nueva York el 20 de julio de 1973. Esa mañana, cuando su marido volvió después de ir a una tienda departamental, la descubrió muerta en el baño principal. Ninguna de las habitaciones fuera del baño mostraba evidencia de lucha. Ninguno de los vecinos de Heiman informó de nada extraño en torno a la hora de su muerte, y la autopsia había descartado la violación. Cottingham confesó su asesinato el 5 de diciembre de 2022.
- María Emérita Rosado Nieves, de 18 años,[16] fue una ciudadana puertorriqueña encontrada muerta en Wantagh, Nueva York el 27 de diciembre de 1973. La encontraron estrangulada en una zona de maleza cerca de la parada de autobús de East Bathhouse, en Ocean Parkway, en Jones Beach. Fue descubierta por el personal de mantenimiento del parque envuelta en una manta gris y cubierta con bolsas de plástico. Cottingham confesó su asesinato el 5 de diciembre de 2022.
- El viernes 9 de agosto de 1974, Lorraine Marie Kelly, de 16 años, and Mary Ann Pryor, de 17 años,[6] se fueron de North Bergen, Nueva Jersey con el plan de ir de compras al Garden State Plaza en Paramus, Nueva Jersey. Ricky Molinari, el novio de Kelly, las dejó en una parada de autobús en Broad Street en Ridgefield, Nueva Jersey. Ellas tenían la intención de hacer autostop desde allí.  El 14 de agosto se encontraron los cadáveres de ambas en un bosque cercano al complejo Ridgemont Gardens de Montvale, Nueva Jersey. Ambas estaban desnudas y atadas por las muñecas y los tobillos, tumbadas boca abajo una junto a la otra. Habían transcurrido entre 36 y 40 horas desde su muerte cuando fueron encontradas. Ambas fueron golpeadas y violadas; las marcas de ligaduras en sus cuellos sugerían que probablemente también habían sido estranguladas.También tenían quemaduras de cigarrillo en la piel. Cottingham fue condenado por sus asesinatos el 27 de abril de 2021. Ante el tribunal, Cottingham admitió haber secuestrado a las chicas, atarlas y violarlas a ambas en una habitación de motel. Las mató ahogándolas en la bañera.
- Aproximadamente a las 7:00 a. m. de la mañana del 16 de diciembre de 1977, el cuerpo de la técnica radióloga, Maryann “Marzi” Cangemi Carr, de 26 años,[20] fue encontrado entre una furgoneta estacionada y una valla metálica en Little Ferry, Nueva Jersey. Carr llevaba un uniforme blanco de enfermera. La pierna izquierda de la víctima era visible, ya que el pantalón del uniforme había sido rajado. En su pierna derecha, se descubrió que tenía una mata de su propio pelo. En la escena del crimen faltaban los zapatos de Carr. Carr fue vista por última vez el 15 de diciembre, el día anterior, conversando con un hombre descrito como blanco, de unos 32 años y pelo castaño en el estacionamiento de los apartamentos Ledgewood Terrance, en la que Cottingham y su esposa habían residido anteriormente. Cottingham la secuestró en el complejo de apartamentos y la llevó al Quality Inn en Hasbrouck Heights, Nueva Jersey. Una vez dentro, Cottingham la golpeó, mordió, acuchilló y violó. La había estrangulado y luego inmovilizado. Después, Cottingham la abandonó en el estacionamiento del Quality Inn, no lejos de los apartamentos Ledgewood Terrace. La ligadura que se había utilizado para matarla todavía estaba alrededor de su cuello cuando fue encontrada. Carr presentaba hematomas relacionados con esposas en las muñecas y los tobillos, así como restos de cinta adhesiva en la boca. Su cuerpo también tenía numerosas marcas de mordeduras y cortes. Cottingham fue condenado por su asesinato el 12 de octubre de 1982.
- La camarera Karen Schilt, de 22 años y embarazada, conoció a Cottingham, que se identificó como "Joseph Schaefer", a las 9 p. m. del 22 de marzo de 1978, en un bar de Manhattan. Schilt salió del Third Avenue Tabern y se dirigió a su apartamento del 94 de la Third Avenue. No obstante, Cottingham la recogió y la condujo por la ruta 80 en Nueva Jersey tras sentir náuseas. Karen tomó unas pastillas que le dio Cottingham y perdió el conocimiento. Cuando despertó, estaba internada en el Hospital Hackensack. El patrullero Raymond Auger, del Departamento de Policía de Little Ferry, la había llevado hasta allí. Cerca de los apartamentos Ledgewood Terrace, en un estacionamiento, Auger había descubierto a Karen inmóvil. Había sido agredida sexualmente por Cottingham, que luego la abandonó en una alcantarilla, con los pechos y los genitales al descubierto.[27]
- Susan Geiger, una trabajadora sexual de 19 años, fue abordada por Cottingham la noche del 10 de octubre de 1978. El incidente ocurrió en Manhattan, entre Broadway y la Séptima Avenida, en la calle 47 West. Aunque Susan le informó a Cottingham que tenía reservas para el resto de la noche, le dejó su información de contacto en el Hotel Alpine. La noche siguiente, Cottingham llamó a Susan y la invitó a salir a medianoche. Recogió a Susan en su Thunderbird granate después de que ella diera su consentimiento. Susan describiría más tarde a Cottingham, que se hacía llamar "Jim", como una persona amistosa. Cottingham le dio a Susan a varias copas cargadas de drogas cuando se dirigieron al Flanagan's Tavern, en la Primera Avenida. Posteriormente, Susan despertaría cubierta de su propia sangre en la habitación 28 del Airport Motel de South Hackensack, Nueva Jersey. Susan había sido torturada por Cottingham, que le lesionó la cara, los pechos, la vagina y el recto. Además, había golpeado a Susan varias veces con una manguera de jardín y le había arrancado los pendientes de oro de las orejas. Fue trasladada al hospital por el capitán John Agar, del Departamento de Policía de South Hackensack. Además, el capitán Agar miró en la habitación 28 y entregó al laboratorio de la policía estatal de Nueva Jersey una serie de pruebas. Ahí, los investigadores encontraron líquido seminal que un varón con sangre del tipo O había dejado en una toalla.[27]
- Trabajadores del Travel Lodge Motor Inn de Ciudad de Nueva York, llamaron al cuerpo de bomberos cercano el 2 de diciembre de 1979, sobre las 9 a. m. La llamada se hizo porque el personal descubrió humo en la habitación 417. Un cartel de "No molestar" colgaba del pestillo de la puerta de la habitación, alquilada por "Carl Wilson" desde el 29 de noviembre de 1979. Los bomberos descubrieron dos cuerpos femeninos desnudos en dos camas diferentes. Antes de morir, las mujeres fueron golpeadas brutalmente y el asesino había quemado sus cuerpos. A ambas mujeres les habían cortado las manos y las habían decapitado. Las partes faltantes del cuerpo nunca fueron encontradas.[5] Una autopsia posterior reveló que ambas mujeres habían sido torturadas y agredidas sexualmente en vida durante varios días. Deedeh Goodarzi, de 22 años, era una inmigrante kuwaití que ejercía la prostitución, la cual fue identificada poco después. La otra víctima sigue sin ser identificada y se la conoce como Manhattan Jane Doe (1979). Cottingham fue condenado por sus asesinatos el 9 de julio de 1984.
- El 5 de mayo de 1980, el cuerpo de Valerie Ann Street, de 19 años,[19] trabajadora sexual, fue encontrada en el mismo Quality Inn donde Cottingham había arrojado el cadáver de Carr en Hasbrouck Heights, Nueva Jersey, por la trabajadora del motel Maryann Sancanelli. Usando el alias de "Shelly Dudley", Street se registró en la habitación 132 con Cottingham. Había metido el cuerpo de Street debajo de la cama para que lo encontrara la asistente. Los investigadores descubrieron a Street esposada y con dos marcas de ligaduras en la garganta. También descubrieron que había sido amordazada con cinta adhesiva blanca. Street tenía marcas de mordiscos en los pechos, además de haber sido mordida por todo el cuerpo y la cabeza. También tenía numerosas incisiones menores en los pechos. Street había muerto asfixiada. Cottingham fue condenado por su asesinato el 12 de junio de 1981.
- El 12 de mayo de 1980, la trabajadora sexual Pamela Weisenfeld fue encontrada golpeada en un estacionamiento en Teaneck, New Jersey. Según la policía y los informes médicos, el agresor de Weisenfeld la mordió varias veces. Tras encontrarse con Cottingham, Pamela había sido drogada y brutalmente golpeada, sufriendo diversas heridas por todo el cuerpo. Tras ser encontrada, la policía de Teaneck la llevó al hospital.[27]
- Jean Renyer, de 25 años,[21] fue encontrada el 15 de mayo de 1980, en el Seville Hotel de New York. Los investigadores descubrieron que el agresor de Reyner le había cortado el cuello y le había extirpado ambos pechos. El asesino había dejado los pechos en el cabecero de la cama. El cuerpo de Reyner había sido prendido fuego como parte del intento del asesino de deshacerse de las pruebas. Cottingham fue condenado por su asesinato el 9 de julio de 1984.
- A las 9:30 a. m. del 22 de mayo de 1980, la policía entró en la habitación 117 del mismo Quality Inn donde Carr y Street fueron asesinadas y encontró a la joven de 18 años Leslie Ann O’Dell, una conocida fugitiva y trabajadora sexual. O'Dell fue recogida por Cottingham en Manhattan el 21 de mayo. Los dos habían utilizado un automóvil para llegar desde allí al Quality Inn. O'Dell afirmó haber sido torturada por Cottingham durante horas antes de que pudiera gritar pidiendo ayuda. Cuando Cottingham intentó huir por el pasillo del motel, los agentes de policía lo detuvieron.

Notas al pie
- El 7 de octubre de 1974, Lisa Thomas, de 15 años, salió de su casa y caminó hacia el centro comercial Nanuet a las 3:30 p. m. con la intención de comprar una blusa. Su padre encontró su cuerpo a la mañana siguiente en el bosque detrás del centro comercial. Thomas tenía los ojos vendados con un trapo carmesí que tenía en su bolso y había sido golpeada en la cabeza. No había sido agredida sexualmente. El 26 de agosto de 2022, Cottingham admitió haberla matado tanto a ella como a McGraw. A pesar de su confesión, la investigación sobre su muerte aún está en curso y no fue acusado del crimen. Esto se debe a que las autoridades no estuvieron de acuerdo ni tomaron en serio las declaraciones de Cottingham sobre Thomas.[15]

## En los medios
El caso de Richard Cottingham se ha tratado en varios libros y documentales enfocados en asesinos en serie. Un libro y un documental se enfocaron enteramente en él: The Prostitute Murders: The People vs. Richard Cottingham (Lyle Stuart Inc., 1983) y Crime Scene: The Times Square Killer ( Netflix, 2021).